# Vụ Quản lý quy hoạch (Việt Nam)
{{Infobox organization|name=Vụ Quản lý quy hoạch|main_organ=|region_served=|membership=|language=Tiếng Việt|leader_title=Phó Vụ trưởng phụ trách|leader_name=Nguyễn Đức Cảnh|leader_title2=|headquarters=Số 6B đường Hoàng Diệu, phường Quán Thánh, quận Ba Đình|leader_name2=|parent_organization=Bộ Kế hoạch và Đầu tư|affiliations=|num_staff=|num_volunteers=|budget=|website=|location=Hà Nội  Việt Nam|malt=|purpose=Quản lý nhà nước về quy hoạch|status=Hợp pháp, hoạt động|type=Cơ quan nhà nước|extinction=|formation=14/11/2008|motto=|abbreviation=|mcaption=|image=
Vụ Quản lý quy hoạch cơ quan trực thuộc Bộ Kế hoạch và Đầu tư; giúp Bộ trưởng thực hiện chức năng quản lý nhà nước về quy hoạch thuộc phạm vi quản lý của Bộ.
Vụ Quản lý quy hoạch thành lập ngày 14/11/2008, theo Nghị định số 116/2008/NĐ-CP ngày 14/11/2008 của Chính phủ.
Chức năng, nhiệm vụ, quyền hạn và cơ cấu tổ chức của Vụ Quản lý quy hoạch được quy định tại Quyết định số 819/QĐ-BKHĐT ngày 15/5/2023 của Bộ trưởng Bộ Kế hoạch và Đầu tư.

## Nhiệm vụ và quyền hạn
Theo Điều 2, Quyết định số 819/QĐ-BKHĐT ngày 15/5/2023 của Bộ trưởng Bộ Kế hoạch và Đầu tư, Vụ Quản lý quy hoạch có các nhiệm vụ, quyền hạn chính:
- Nghiên cứu, đề xuất, tổ chức soạn thảo các văn bản quy phạm pháp luật, văn bản hướng dẫn về công tác quy hoạch để Bộ trình các cấp có thẩm quyền phê duyệt, ban hành hoặc Bộ phê duyệt, ban hành theo thẩm quyền thuộc phạm vi quản lý của Bộ.
- Chủ trì, phối hợp với các đơn vị liên quan, tham mưu giúp Lãnh đạo Bộ thực hiện tổ chức lập, điều chỉnh quy hoạch hoặc thực hiện nhiệm vụ của cơ quan thường trực lập, điều chỉnh quy hoạch khi Bộ Kế hoạch và Đầu tư được giao nhiệm vụ.
- Chủ trì, phối hợp với các đơn vị liên quan, tham mưu giúp Lãnh đạo Bộ tổ chức thẩm định quy hoạch hoặc thực hiện nhiệm vụ thường trực của Hội đồng thẩm định quy hoạch khi Bộ Kế hoạch và Đầu tư được giao nhiệm vụ.
- Làm đầu mối giúp Lãnh đạo Bộ tổ chức công bố, công khai các quy hoạch khi Bộ Kế hoạch và Đầu tư được giao nhiệm vụ.
- Chủ trì hoặc phối hợp với các đơn vị liên quan tham mưu trình Lãnh đạo Bộ ban hành văn bản tham gia ý kiến đối với các quy hoạch do các Bộ, ngành và Ủy ban nhân dân tỉnh, thành phố trực thuộc Trung ương tổ chức lập, điều chỉnh khi khi được yêu cầu.
- Xây dựng cơ sở dữ liệu quy hoạch, hệ thống thông tin quy hoạch quốc gia; quản lý và cung cấp thông tin về quy hoạch theo quy định của pháp luật khi Bộ Kế hoạch và Đầu tư được giao nhiệm vụ.
- Thực hiện các nhiệm vụ khác theo phân công của Bộ trưởng.

## Lãnh đạo Vụ[2]
- Phó Vụ trưởng phụ trách: Nguyễn Đức Cảnh
- Phó Vụ trưởng:

1. Nguyễn Mạnh Lam
2. Lê Văn Thụy
3. Đinh Thanh Tâm